# Cantó de Saint-Paul-3
El cantó de Saint-Paul-3 és un cantó de l'illa de la Reunió, regió d'ultramar francesa a l'oceà Índic. Correspon a una fracció de la comuna de Saint-Paul.
| Data d'elecció | Nom                | Partit |
| -------------- | ------------------ | ------ |
| Des del 2005   | Gilbert Mardenalom | UMP    |